# Theda Bara
Theodosia Burr Goodman (Cincinnati, 29 juli 1885 - Los Angeles, 7 april 1955) was een ster van de stomme film. Zij koos Theda Bara als artiestennaam. Theda is een verkorting van Theodosia, en Bara afgekort van Baranger, de naam van haar grootvader.
Bara werd geboren in Cincinnati in de Amerikaanse staat Ohio als dochter van een kleermaker. Zij overleed aan darmkanker op 7 april 1955 in Los Angeles.

## Filmster
Bara studeerde aan de universiteit van Cincinnati, waar ze in aanraking kwam met het theater. Ze verhuisde in 1908 naar New York om actrice te worden op Broadway.

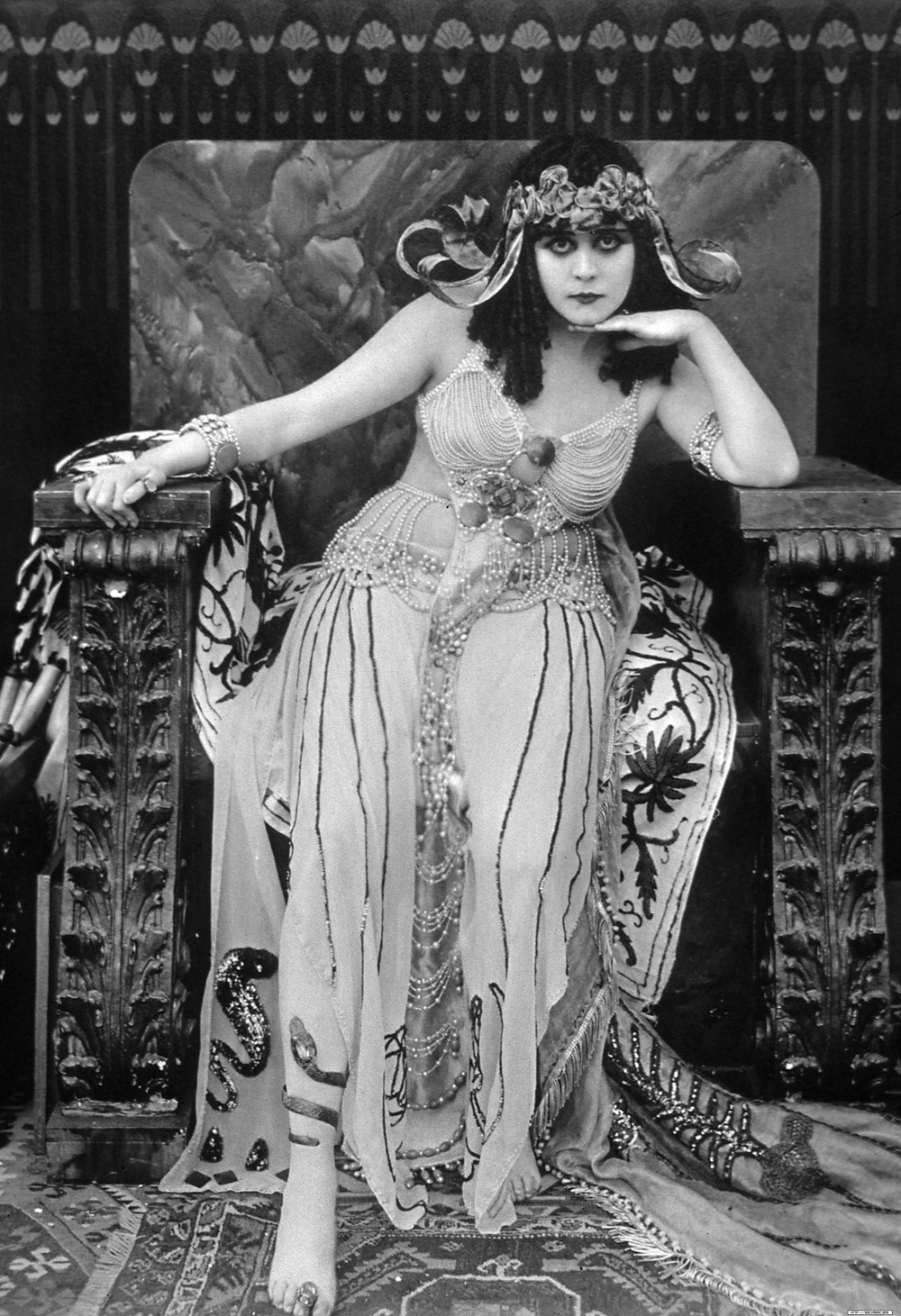
Theda Bara op een beroemd geworden foto als Cleopatra

Vanaf 1914 speelde ze in films geproduceerd door William Fox, die hierop de Fox Film Corporation oprichtte.
Om haar bekendheid te vergroten werd Bara voorgesteld als een mysterieuze vrouw. Publiciteitsmedewerkers stuurden daarom het verhaal de wereld in dat ze was geboren in Egypte en de dochter was van een Italiaanse kunstenaar en een Franse actrice en dat haar naam een anagram was van Arab death dat 'Arabische Dood' betekent. Men beweerde dat Bara jarenlang in de Sahara woonde, naar Frankrijk verhuisde en daar in het theater ging werken. 
Theda Bara kreeg de bijnaam the Vampire of the Vamp naar het personage dat ze vertolkte in de film A Fool There Was (1915). Ze werd een van de eerste sekssymbolen van het witte doek.
Ze maakte in totaal een veertigtal films voor Fox, maar werd het beu om telkens als 'vamp' te worden getypecast. Na haar vertrek bij Fox in 1919 en haar huwelijk in 1921 maakte ze nog slechts twee films. Hierna trok ze zich definitief terug uit het filmwereldje.

## Films
De meeste van haar films zijn verloren gegaan bij een brand in de Fox Studios in New Jersey in 1937.
Haar doorbraakfilm A Fool There Was is bewaard gebleven.
Van haar meest opzienbarende film Cleopatra, zijn slechts enkele fragmenten bewaard gebleven.

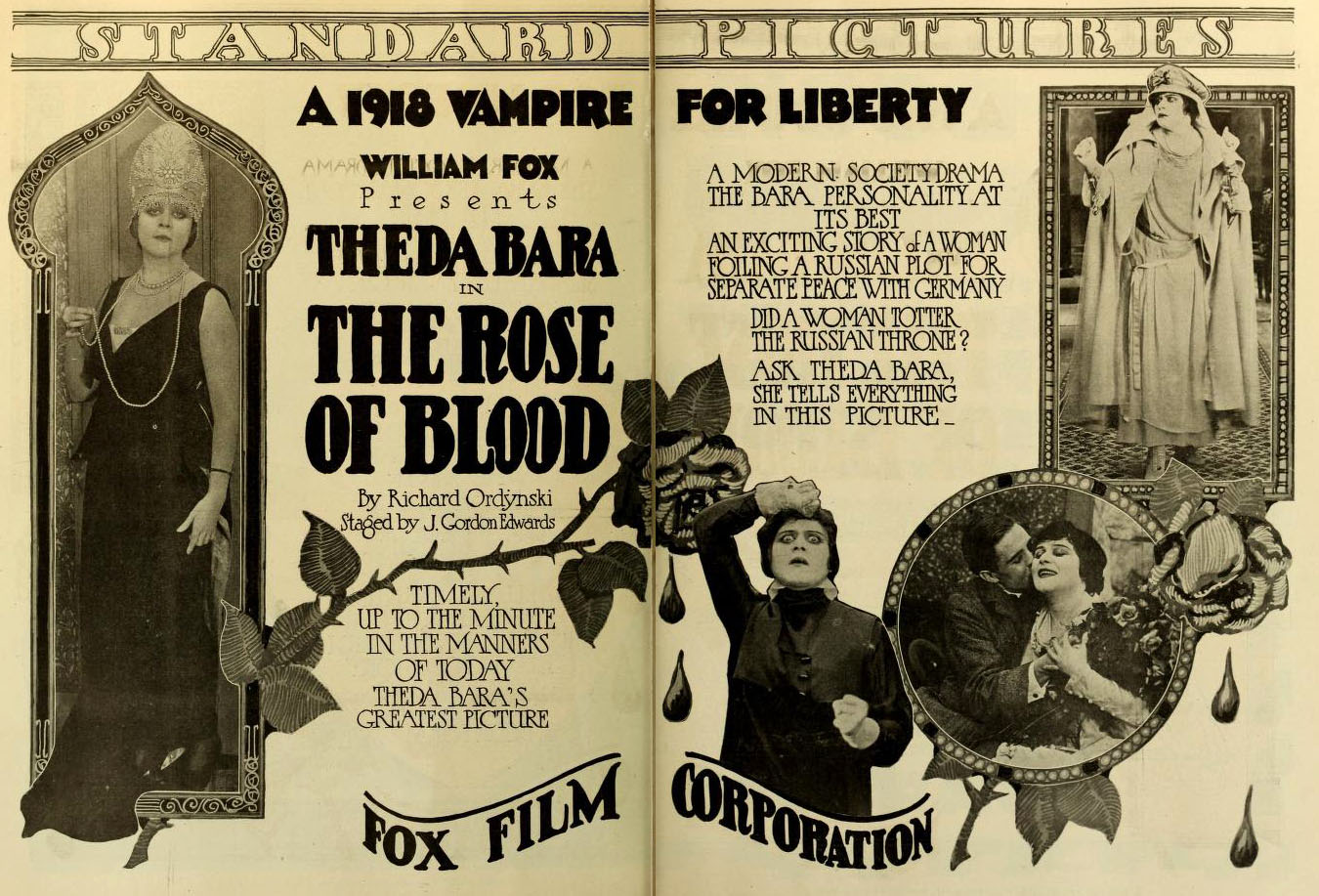
The Rose of Blood (1917)
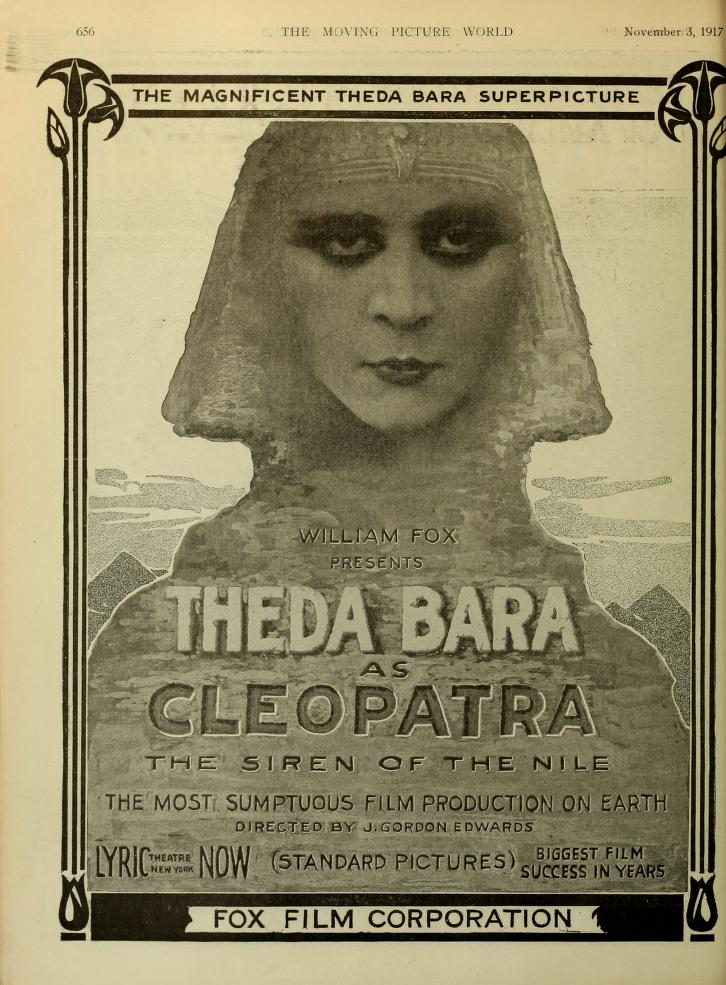
Cleopatra (1917)
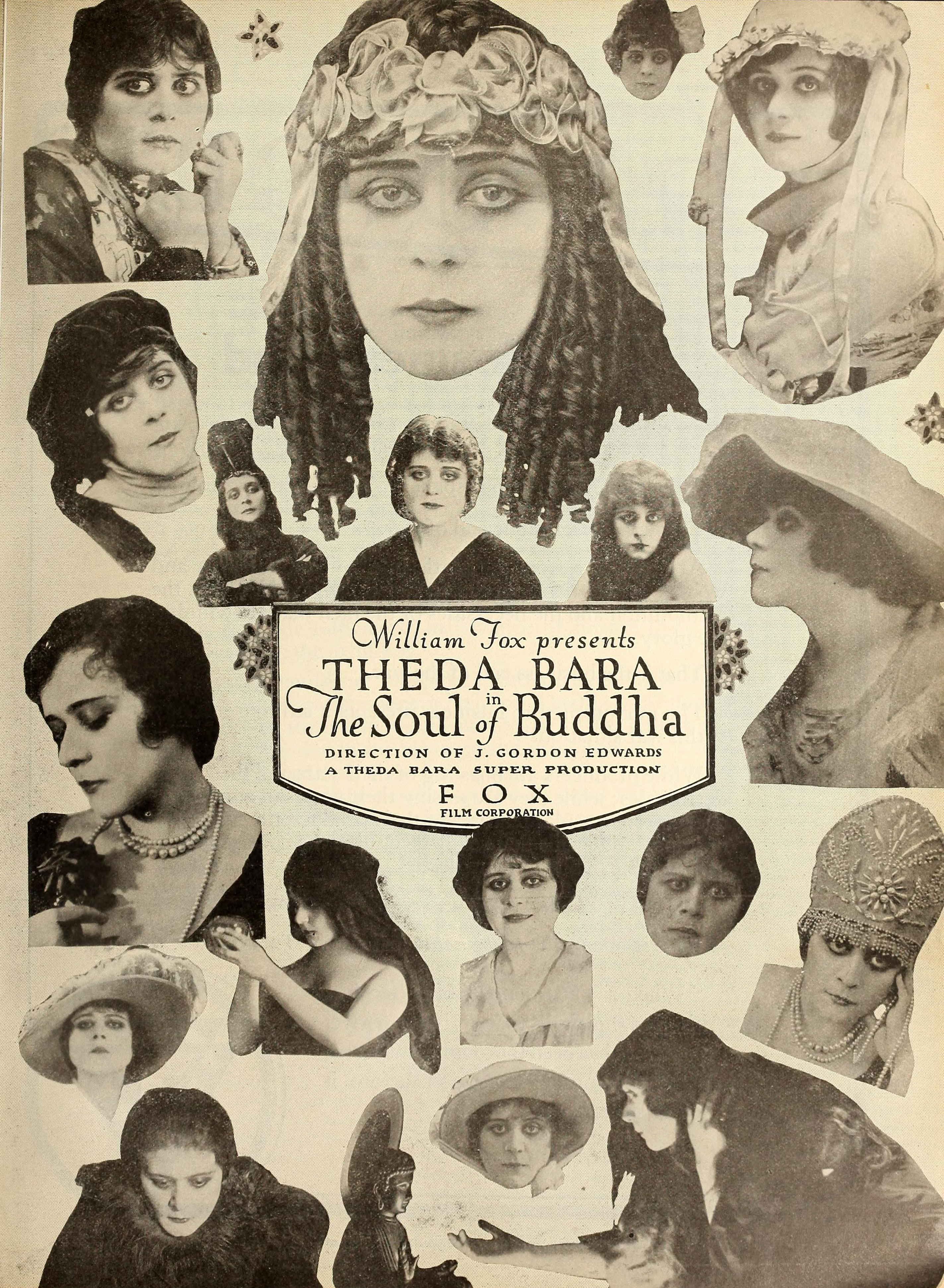
The Soul of Buddha (1918)
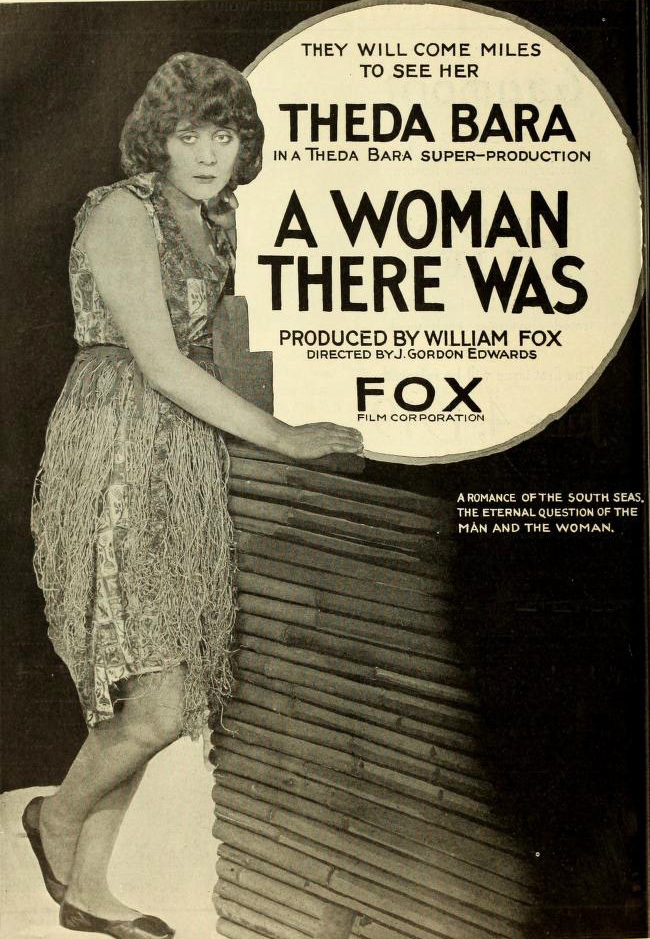
A Woman There Was (1919)
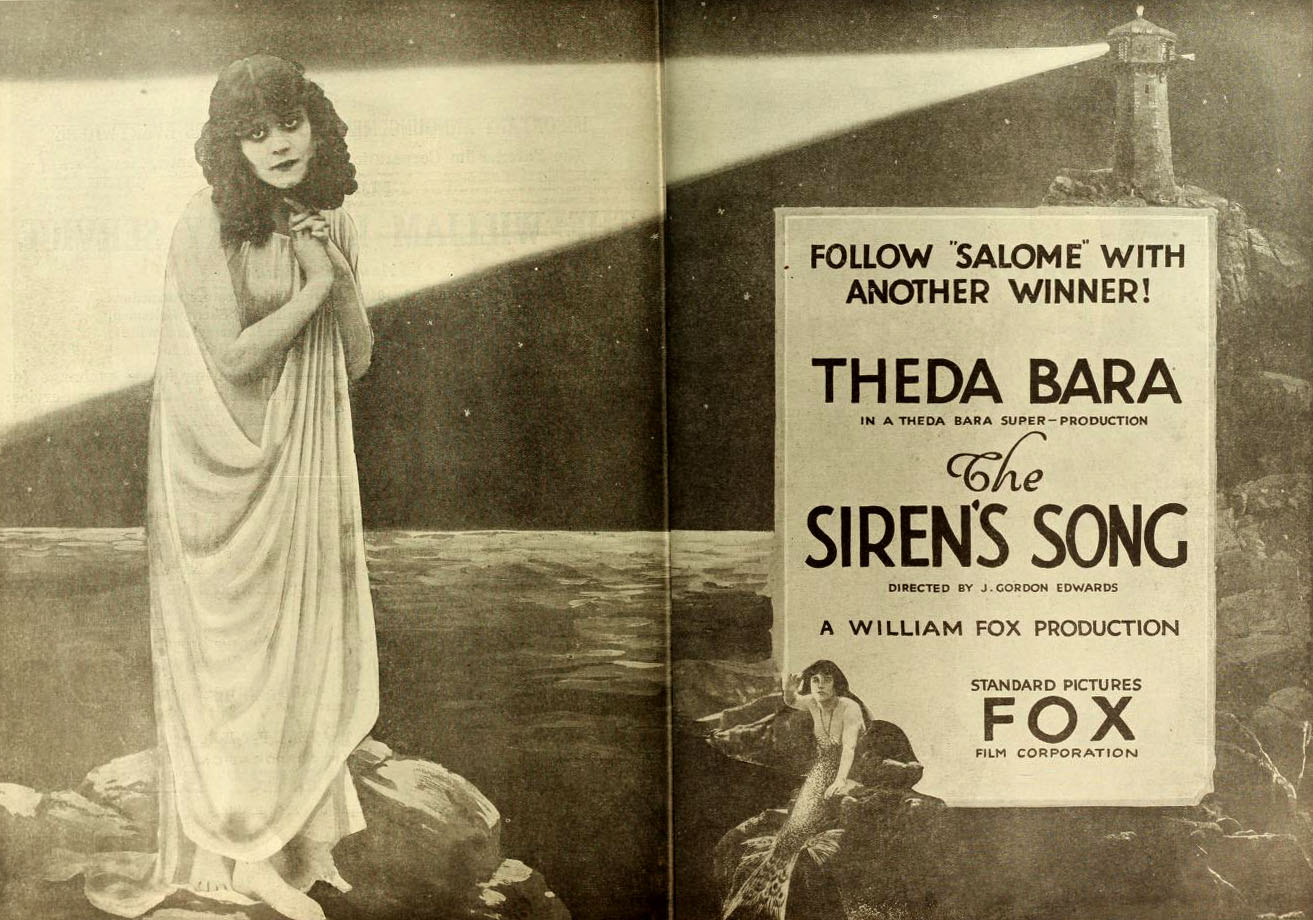
The Siren's song (1919)

- Biblioteca Nacional de España: XX5344292
- Bibliothèque nationale de France: cb13166541d (data)
- Gemeinsame Normdatei: 119399067
- International Standard Name Identifier: 0000 0000 0966 8251
- Library of Congress Control Number: n88084871
- Nationale Bibliotheek van Letland: 000243576
- Nationale Bibliotheek van Israël: 987007400227505171
- SNAC: w6321n31
- Système universitaire de documentation: 174821077
- Trove: 1526038
- Virtual International Authority File: 32135565
- WorldCat: E39PBJpjcRhvJCQGmVBkQvbcfq